# Municipio de Lee (Dakota del Sur)
El municipio de Lee (en inglés: Lee Township) es un municipio ubicado en el condado de Roberts en el estado estadounidense de Dakota del Sur. En el año 2010 tenía una población de 62 habitantes y una densidad poblacional de 0,85 personas por km².

## Geografía
El municipio de Lee se encuentra ubicado en las coordenadas 45°27′00″N 96°54′50″O / 45.45000, -96.91389. Según la Oficina del Censo de los Estados Unidos, el municipio tiene una superficie total de 73.2 km², de la cual 72,89 km² corresponden a tierra firme y (0,42 %) 0,31 km² es agua.

## Demografía
Según el censo de 2010, había 62 personas residiendo en el municipio de Lee. La densidad de población era de 0,85 hab./km². De los 62 habitantes, el municipio de Lee estaba compuesto por el 88,71 % blancos, el 11,29 % eran amerindios. Del total de la población el 0 % eran hispanos o latinos de cualquier raza.